# Theo Evan
Theo Evan (in greco Θεο Έβαν?), pseudonimo di Evangelos Theodōrou (in greco Ευάγγελος Θεοδώρου?; Nicosia, 16 maggio 2000), è un cantautore, ballerino e attore cipriota.
Ha rappresentato Cipro all'Eurovision Song Contest 2025 con il brano Shh.

## Biografia
Nato a Nicosia da famiglia greco-cipriota, ha trascorso i primi anni della sua vita tra sessioni di danza e lezioni di canto nel coro scolastico. Ha mostrato interesse nel canto e nella danza sin dall'età di sette anni, mentre ha iniziato a scrivere le sue prime canzoni durante l'adolescenza. Nel corso degli anni, Theodōrou ha preso parte a una vasta gamma di produzioni teatrali e talent show in tutta l'isola, ricevendo spesso vari premi e riconoscimenti durante le sue partecipazioni.
Dopo essersi diplomato alla English School di Nicosia, si è trasferito negli Stati Uniti per studiare musica e arti dello spettacolo al Berklee College of Music di Boston. Completati gli studi, si è trasferito a Los Angeles, per poi fare ritorno alla sua città natale. Nel 2021 ha pubblicato il suo singolo d'esordio, The Wall, seguito da una serie di altri brani. Ha debuttato nel panorama televisivo nel 2022, facendo una breve apparizione come comparsa nella seconda stagione della serie televisiva statunitense Euphoria, trasmessa da HBO.
Il 2 settembre 2024 l'emittente televisiva cipriota CyBC l'ha selezionato internamente per rappresentare il paese all'Eurovision Song Contest 2025 a Basilea; è stato il primo artista cipriota nativo dell'isola a farlo dai tempi di Hovig Demirjian nel 2017. Il suo brano eurovisivo, Shh, è stato pubblicato l'11 marzo 2025. Nel maggio successivo, si è esibito durante la prima semifinale della manifestazione europea, non riuscendo però a qualificarsi per la finale.

## Stile musicale
La musica di Theo Evan viene descritta come "ispirata da tutto, da Stromae a Michael Jackson fino al reggaeton".

## Discografia

### Singoli
- 2021 – The Wall
- 2022 – So Cold
- 2022 – Burn Us Down
- 2023 – Save Me from Myself
- 2023 – Dark Side
- 2024 – The Cost of Losing You
- 2024 – Fading Dreams
- 2025 – Shh
- 2025 – Diafanis
- 2025 – Don't Kill My Summer